# 扎利夫造船厂
扎利夫造船厂（俄语：Судостроительный завод «Залив»）是位于俄罗斯實際控制下的刻赤的一個造船廠，扎利夫造船厂主要从事油轮和集装箱船的建造以及船舶的修理工作。 

## 历史
扎利夫造船厂始建於1938年。它位于刻赤海峡沿岸。1945年至1980年期間，该船厂建造了约600艘船舶。自20世纪60年代以来，它开始建造油轮。